# NGC 1368
NGC 1368 este o galaxie lenticulară situată în constelația Eridanul. A fost descoperită în 12 noiembrie 1885 de către Francis Leavenworth. Se află la o distanță de 127,73 de megaparseci de Pământ.